# 蓋爾曼維爾 (密蘇里州)
蓋爾曼維爾（英語：Ghermanville）是位於美國密蘇里州艾昂縣的非建制地區。

## 歷史
蓋爾曼維爾的郵局於1889年設立，其後於1894年停運。

## 地理
蓋爾曼維爾所處的海拔為高於海平面363米（即1191英呎），而該地所採用的時區為UTC-6，即北美中部時區（CST）。同時該地設有夏令時間，為UTC-6調快一小時，即UTC-5（CDT）。